# Siffleur rouilleux
Pachycephala hyperythra
Espèce
Statut de conservation UICN

 LC  : Préoccupation mineure
Le Siffleur rouilleux (Pachycephala hyperythra) est une espèce d'oiseau appartenant à la famille des Pachycephalidae.

## Répartition
Cet oiseau fréquente les régions basses montagneuses de Nouvelle-Guinée.

## Habitat
Son habitat naturel est les plaines humides tropicales et subtropicales.

## Sous-espèces
Selon Alan P. Peterson, il en existe quatre sous-espèces :
- Pachycephala hyperythra hyperythra Salvadori 1876 ;
- Pachycephala hyperythra reichenowi Rothschild & Hartert 1911 ;
- Pachycephala hyperythra salvadorii Rothschild 1897 ;
- Pachycephala hyperythra sepikiana Stresemann 1921.